# Leptonetela andreevi
Espèce
Leptonetela andreevi est une espèce d'araignées aranéomorphes de la famille des Leptonetidae.

## Distribution
Cette espèce est endémique de Grèce.

## Publication originale
- Deltshev, 1985 : New data concerning cave spiders (Araneae) in Greece with description of a new Leptonetela (Araneae, Leptonetidae). Acta zoologica bulgarica, vol. 27, p. 41-45.